# سونریلا
سونریلا (نام علمی: Sonerila) نام یک سرده از راسته موردسانان است.